# Phyllophorina
Phyllophorina is een geslacht van rechtvleugeligen uit de familie sabelsprinkhanen (Tettigoniidae). De wetenschappelijke naam van dit geslacht is voor het eerst geldig gepubliceerd in 1924 door Karny.

## Soorten
Het geslacht Phyllophorina omvat de volgende soorten:
- Phyllophorina bakeri Karny, 1921
- Phyllophorina kotoshoensis Shiraki, 1930
- Phyllophorina philippinica Brunner von Wattenwyl, 1898